# Billy Davies
William McIntosh „Billy” Davies (ur. 31 maja 1964 w Glasgow) – szkocki piłkarz występujący na pozycji pomocnika, następnie trener.

## Kariera piłkarska
Swoją profesjonalną piłkarską karierę rozpoczął w 1982 w klubie Rangers F.C. W ciągu dwóch lat rozegrał w tym klubie 13 meczów i strzelił 1 gola. Od 1984 do 1987 bronił barw IF Elfsborg. Przez następne trzy lata grał w St. Mirren F.C. Rozegrał w tym klubie 74 spotkania i strzelił 5 bramek. W rundzie wiosennej 1990 roku występował w Leicester City F.C., gdzie grał w 6 meczach, natomiast w latach 1990-1993 był zawodnikiem szkockiego Dunfermline Athletic F.C. Wystąpił w 104 spotkaniach i strzelił 10 goli. Piłkarską karierę zakończył w Motherwell F.C. w roku 1998. Rozegrał w nim 116 meczów i strzelił 9 bramek. Od 1 stycznia 2009 do 12 czerwca 2011 roku był szkoleniowcem Nottinghamu Forest.